# Боян Кънев
Боян Николов Кънев е български инженер.

## Биография
Кънев е роден в 1895 година във Варна, в семейството на политика от Брацигово Никола Кънев (1866 - 1922). Къневи са брациговска фамилия, изселила се в края на XVIII век от костурското село Омотско. Завършва хидроинженерство в Мюнхенския технически университет. Кънев развива широка дейност във Варна - в 30-те години той проектира и изпълнява Варненското пристанище, Аспаруховия мост, корабостроителните заводи във Варна и тези в Русе. В края на 30-те години става заместник-директор на Дирекция „Водни съобщения“ към Министерския съвет.
След Деветосептемврийския преврат от 1944 година, Кънев като немски възпитаник е обявен за враг на народната власт. Лежи в концентрационния лагер „Белене“.
Умира в София в 1968 година.
Негов син е режисьорът Никола Кънев, а негов внук е политикът Радан Кънев (р. 1975). - син на другия му син Милен.